# Рудо Поље (Теслић)
Рудо Поље је насељено мјесто у општини Теслић, Република Српска, БиХ. Према попису становништва из 2013. у насељу је живјело 823 становника.

## Име
Назив Рудо Поље је архаичан и користи се ријетко, углавном у администрацији. Умјесто њега, користи се назив Рудник. Име је настало према руднику угља "Барбара", који је отворен у другој половини 19. вијека, за потребе творнице „Дестилација дрва” у Теслићу, а затворен је средином 20. вијека.

## Инфраструктура
- Насеље је груписано око локалног пута који повезује Теслић са насељима Радешићи и Гомјеница.
- У насељу ради петогодишња основна школа, подручно одјељење Основне школе „Петар Петровић Његош” у Теслићу.

## Становништво
| Демографија | Демографија | Демографија |
| Година      | Становника  | Становника  |
| ----------- | ----------- | ----------- |
| 1961.       | 195         |             |
| 1971.       | 322         |             |
| 1981.       | 408         |             |
| 1991.       | 543         |             |
| 2013.       | 823         |             |